# ليدانجين
كانت ليدانغن منظمة نرويجية للتعليم العسكري التطوعي، تأسست عام 1931 مستمدة جذورها من منظمات تطوعية سابقة في عشرينيات القرن العشرين مثل حراس المجتمع.
كانت ليدانغن مدمجة بالكامل في التخطيط العسكري النرويجي. اشتق اسمها من ضريبة العصور الوسطى ليدانغ. تلقت دعمًا حكوميًا بدءًا من عام 1933، شمل إمدادات أسلحة وخضعت لإشراف لجنة جزئية التعيين من قبل الدولة. حُلّت المنظمة عام 1936.